# Лебедєв Кирило Вадимович
Кирило Вадимович Лебедєв (рос. Кирилл Вадимович Лебедев; 1 жовтня 1991, м. Магнітогорськ, СРСР — 21 травня 2025) — російський хокеїст, нападник.
Вихованець хокейної школи «Металург» (Магнітогорськ). Виступав за «Металург-2» (Магнітогорськ), «Стальні Лиси» (Магнітогорськ), «Металург» (Магнітогорськ), «Індіана Айс» (ХЛСШ), «Сибір» (Новосибірськ) та інші.

## Досягнення
- Володар Кубка Харламова — 2010.